# Voleibol na Universíada de Verão de 2019 - Torneio Feminino
O torneio feminino de Voleibol na Universíada de Verão de 2019foi realizado no Palazzetto dello Sport (Ariano Irpino), PalaTedeschi(Benevento), PalaSele (Eboli) e PalaCoscioni (Nocera Inferiore), na Itália, entre 5 e 13 de julho de 2019.

## Equipes qualificadas
| Torneio de qualificação                               | Data                      | Sede    | Vagas | Qualificados   | Última participação |
| ----------------------------------------------------- | ------------------------- | ------- | ----- | -------------- | ------------------- |
| País-sede                                             | 30 de maio de 2016        | Lausana | 1     | Itália         | 2011                |
| 5 Melhores ranqueados na Universíada de Verão de 2017 | 20 a 29 de agosto de 2017 | Taipé   | 5     | Rússia         | 2017                |
| 5 Melhores ranqueados na Universíada de Verão de 2017 | 20 a 29 de agosto de 2017 | Taipé   | 5     | Japão          | 2017                |
| 5 Melhores ranqueados na Universíada de Verão de 2017 | 20 a 29 de agosto de 2017 | Taipé   | 5     | Ucrânia        | 2017                |
| 5 Melhores ranqueados na Universíada de Verão de 2017 | 20 a 29 de agosto de 2017 | Taipé   | 5     | Taipé Chinês   | 2017                |
| 5 Melhores ranqueados na Universíada de Verão de 2017 | 20 a 29 de agosto de 2017 | Taipé   | 5     | Tailândia      | 2017                |
| Cotas Continentais                                    | -                         | -       | 4     | Estados Unidos | 2017                |
| Cotas Continentais                                    | -                         | -       | 4     | China          | 2015                |
| Cotas Continentais                                    | -                         | -       | 4     | Alemanha       | Estreante           |
| Cotas Continentais                                    | -                         | -       | 4     | Argentina      | 2017                |
| Convites posteriormente confirmados                   | -                         | -       | 6     | Brasil         | 2017                |
| Convites posteriormente confirmados                   | -                         | -       | 6     | Canadá         | 2017                |
| Convites posteriormente confirmados                   | -                         | -       | 6     | Chéquia        | 2017                |
| Convites posteriormente confirmados                   | -                         | -       | 6     | Hungria        | 1973                |
| Convites posteriormente confirmados                   | -                         | -       | 6     | México         | 2017                |
| Convites posteriormente confirmados                   | -                         | -       | 6     | Suíça          | 2017                |
| Total                                                 |                           |         | 16    |                |                     |

## Formato de disputa
A competição reunirá 16 equipes, sendo realizada em sete dias com recesso de dois dias.As equipes foram distribuídas em quatro grupos, competindo em sistema de pontos corridos, ao final as duas primeiras equipes de cada grupo se enfrentarão nas quartas de final.As equipes que terminarem na terceira e quarta posições de cada grupo disputarão as posições do novo ao décimo sexto lugar..
As equipes vencedores das quartas de final avançam as semifinais, e as vencedores desta etapa disputam a medalha de ouro e as perdedoras enfrentam pela medalha de bronze.

## Critérios de classificação nos grupos
1. Número de vitórias;
2. Pontos;
3. Razão de sets;
4. Razão de pontos;
5. Resultado da última partida entre os times empatados.

- Placar de 3–0 ou 3–1: 3 pontos para o vencedor, nenhum para o perdedor;
- Placar de 3–2: 2 pontos para o vencedor, 1 para o perdedor.[4]

## Primeira fase
|  | Qualificados para a #Quartas-de-final                 |
|  | Qualificados para a #Classificação do 9 ao 16 lugares |

### Grupo A
Classificação
|     |           |     | Jogos | Jogos | Jogos | Pontos | Pontos | Pontos | Sets | Sets | Sets  |
| Pos | Equipe    | Pts | T     | V     | D     | V      | P      | R      | V    | P    | R     |
| --- | --------- | --- | ----- | ----- | ----- | ------ | ------ | ------ | ---- | ---- | ----- |
| 1   | Rússia    | 9   | 3     | 3     | 0     | 244    | 170    | 1.435  | 9    | 1    | 9,000 |
| 2   | Canadá    | 6   | 3     | 2     | 1     | 231    | 214    | 1.079  | 7    | 3    | 2.333 |
| 3   | Tailândia | 3   | 3     | 1     | 2     | 210    | 234    | 0.897  | 3    | 7    | 0.429 |
| 4   | México    | 0   | 3     | 0     | 3     | 181    | 248    | 0.730  | 1    | 9    | 0.111 |

Resultados
| Data  | Hora  |              | Placar |           | Set 1 | Set 2 | Set 3 | Set 4 | Set 5 | Total | Relatório |
| ----- | ----- | ------------ | ------ | --------- | ----- | ----- | ----- | ----- | ----- | ----- | --------- |
| 5 jul | 12:00 | 'Canadá '    | 3–0    | México    | 25–20 | 25–14 | 25–22 |       |       | 75–56 | 75-56     |
| 5 jul | 14:30 | Tailândia    | 0–3    | ' Rússia' | 14–25 | 15–25 | 19–25 |       |       | 48–75 | 48-75     |
| 6 jul | 12:00 | México       | 0–3    | ' Rússia' | 8–25  | 20–25 | 16–25 |       |       | 44–75 | 44-75     |
| 6 jul | 14:30 | 'Canadá '    | 3–0    | Tailândia | 28–26 | 25–22 | 25–16 |       |       | 78–64 | 78-64     |
| 7 jul | 12:00 | 'Tailândia ' | 3–1    | México    | 25–17 | 25–22 | 23–25 | 25-17 |       | 98–64 | 98-81     |
| 7 jul | 14:30 | 'Rússia '    | 3–1    | Canadá    | 25–17 | 19–25 | 25–21 | 25-15 |       | 94–63 | 94-78     |

### Grupo B
Classificação
|     |          |     | Jogos | Jogos | Jogos | Pontos | Pontos | Pontos | Sets | Sets | Sets  |
| Pos | Equipe   | Pts | T     | V     | D     | V      | P      | R      | V    | P    | R     |
| --- | -------- | --- | ----- | ----- | ----- | ------ | ------ | ------ | ---- | ---- | ----- |
| 1   | Brasil   | 9   | 3     | 3     | 0     | 251    | 208    | 1.207  | 9    | 1    | 9,000 |
| 2   | Alemanha | 7   | 3     | 2     | 1     | 280    | 276    | 1.014  | 7    | 5    | 1.400 |
| 3   | China    | 5   | 3     | 1     | 2     | 245    | 238    | 1.029  | 4    | 7    | 0.571 |
| 4   | Ucrânia  | 0   | 3     | 0     | 3     | 215    | 269    | 0.799  | 2    | 6    | 0.333 |

Resultados
| Data  | Hora  |             | Placar |           | Set 1 | Set 2 | Set 3 | Set 4 | Set 5 | Total | Relatório |
| ----- | ----- | ----------- | ------ | --------- | ----- | ----- | ----- | ----- | ----- | ----- | --------- |
| 5 jul | 17:30 | 'Alemanha ' | 3–1    | Ucrânia   | 25-23 | 25-22 | 22-25 | 25-23 |       | 97–0  | 97-93     |
| 5 jul | 20:00 | 'Brasil '   | 3–0    | China     | 25–18 | 25–19 | 28–26 |       |       | 78–63 | 78-63     |
| 6 jul | 17:30 | 'China '    | 3–1    | Ucrânia   | 22-25 | 25-17 | 25-8  | 25-17 |       | 97–0  | 97-67     |
| 6 jul | 20:00 | 'Brasil '   | 3–1    | Alemanha  | 28-26 | 25-20 | 20-25 | 25-19 |       | 98–0  | 98-90     |
| 7 jul | 17:30 | Ucrânia     | 0–3    | ' Brasil' | 22–25 | 21–25 | 12–25 |       |       | 55–75 | 55-75     |
| 7 jul | 20:00 | 'Alemanha ' | 3–1    | China     | 25-21 | 25-22 | 18-25 | 25-17 |       | 93–0  | 93-85     |

### Grupo C
Classificação
|     |              |     | Jogos | Jogos | Jogos | Pontos | Pontos | Pontos | Sets | Sets | Sets  |
| Pos | Equipe       | Pts | T     | V     | D     | V      | P      | R      | V    | P    | R     |
| --- | ------------ | --- | ----- | ----- | ----- | ------ | ------ | ------ | ---- | ---- | ----- |
| 1   | Hungria      | 8   | 3     | 3     | 0     | 274    | 246    | 1.114  | 9    | 3    | 3,000 |
| 2   | Chéquia      | 6   | 3     | 2     | 1     | 305    | 285    | 1.070  | 8    | 6    | 1.333 |
| 3   | Taipé Chinês | 4   | 3     | 1     | 2     | 270    | 269    | 1.004  | 6    | 7    | 0.857 |
| 4   | Argentina    | 0   | 3     | 0     | 3     | 217    | 266    | 0.816  | 2    | 9    | 0.222 |

Resultados
| Data  | Hora  |                 | Placar |              | Set 1 | Set 2 | Set 3 | Set 4 | Set 5 | Total | Relatório |
| ----- | ----- | --------------- | ------ | ------------ | ----- | ----- | ----- | ----- | ----- | ----- | --------- |
| 5 jul | 12:00 | 'Taipé Chinês ' | 3–1    | Argentina    | 25-15 | 25-20 | 19-25 | 25-15 |       | 94–0  | 94-75     |
| 5 jul | 14:30 | Chéquia         | 2–3    | ' Hungria'   | 25-14 | 19-25 | 28-30 | 26-24 | 7-15  | 105–0 | 105-108   |
| 6 jul | 12:00 | Argentina       | 0–3    | ' Hungria'   | 20–25 | 22–25 | 19–25 |       |       | 61–75 | 61-75     |
| 6 jul | 14:30 | Taipé Chinês    | 2–3    | ' Chéquia'   | 25-17 | 25-21 | 23-25 | 14-25 | 9-15  | 96–0  | 96-103    |
| 7 jul | 12:00 | 'Chéquia '      | 3–1    | Argentina    | 25-23 | 22-25 | 25-21 | 25-12 |       | 97–0  | 97-81     |
| 7 jul | 14:30 | 'Hungria '      | 3–1    | Taipé Chinês | 25-15 | 16-25 | 25-19 | 25-21 |       | 91–0  | 91-80     |

### Grupo D
Classificação
|     |                |     | Jogos | Jogos | Jogos | Pontos | Pontos | Pontos | Sets | Sets | Sets  |
| Pos | Equipe         | Pts | T     | V     | D     | V      | P      | R      | V    | P    | R     |
| --- | -------------- | --- | ----- | ----- | ----- | ------ | ------ | ------ | ---- | ---- | ----- |
| 1   | Japão          | 9   | 3     | 3     | 0     | 249    | 192    | 1.297  | 9    | 1    | 9,000 |
| 2   | Itália         | 6   | 3     | 2     | 1     | 244    | 218    | 1.119  | 7    | 3    | 2.333 |
| 3   | Estados Unidos | 3   | 3     | 1     | 2     | 195    | 198    | 0.985  | 3    | 6    | 0.500 |
| 4   | Suíça          | 0   | 3     | 0     | 3     | 145    | 225    | 0.644  | 0    | 9    | 0,000 |

Resultados
| Data  | Hora  |                   | Placar |                | Set 1 | Set 2 | Set 3 | Set 4 | Set 5 | Total | Relatório |
| ----- | ----- | ----------------- | ------ | -------------- | ----- | ----- | ----- | ----- | ----- | ----- | --------- |
| 5 jul | 14:30 | Suíça             | 0–3    | ' Japão'       | 15–25 | 14–25 | 13–25 |       |       | 42–75 | 42-75     |
| 5 jul | 20:00 | Estados Unidos    | 0–3    | ' Itália'      | 19–25 | 22–25 | 23–25 |       |       | 64–75 | 64-75     |
| 6 jul | 14:30 | 'Estados Unidos ' | 3–0    | Suíça          | 25–17 | 25–15 | 25–16 |       |       | 75–48 | 75-48     |
| 6 jul | 20:00 | Itália            | 1–3    | ' Japão'       | 21-25 | 25-22 | 24-26 | 24-26 |       | 94–0  | 94-99     |
| 7 jul | 14:30 | 'Japão '          | 3–0    | Estados Unidos | 25–15 | 25–18 | 25–23 |       |       | 75–56 | 75-56     |
| 7 jul | 20:00 | Suíça             | 0–3    | ' Itália'      | 22–25 | 19–25 | 14–25 |       |       | 55–75 | 55-75     |

## Fase final

### Classificação do 9º ao 16º lugares
Resultados
| Data  | Hora  |                   | Placar |              | Set 1 | Set 2 | Set 3 | Set 4 | Set 5 | Total  | Relatório |
| ----- | ----- | ----------------- | ------ | ------------ | ----- | ----- | ----- | ----- | ----- | ------ | --------- |
| 9 jul | 12:00 | Tailândia         | 1–3    | ' Argentina' | 21–25 | 25–22 | 19–25 | 17-25 |       | 82–72  | 82-97     |
| 9 jul | 14:30 | 'Estados Unidos ' | 3–1    | Ucrânia      | 24–26 | 25–22 | 25–17 | 25-18 |       | 99–65  | 99-83     |
| 9 jul | 20:00 | 'Taipé Chinês '   | 3–0    | México       | 25–21 | 25–19 | 25–14 |       |       | 75–54  | 75-54     |
| 9 jul | 17:30 | China             | 2–3    | ' Suíça'     | 19–25 | 25–19 | 23–25 | 25-19 | 9-15  | 101–69 | 101-103   |

### Quartas de final
Resultados
| Data  | Hora  |            | Placar |           | Set 1 | Set 2 | Set 3 | Set 4 | Set 5 | Total | Relatório |
| ----- | ----- | ---------- | ------ | --------- | ----- | ----- | ----- | ----- | ----- | ----- | --------- |
| 9 jul | 12:00 | 'Rússia '  | 3–0    | Chéquia   | 27-25 | 25-17 | 25-16 |       |       | 77–0  | 77-58     |
| 9 jul | 14:30 | 'Japão '   | 3–0    | Alemanha  | 25-19 | 25-22 | 25-18 |       |       | 75–0  | 75-59     |
| 9 jul | 17:30 | Brasil     | 0–3    | ' Itália' | 20-25 | 20-25 | 19-25 |       |       | 59–0  | 59-75     |
| 9 jul | 20:00 | 'Hungria ' | 3–0    | Canadá    | 25-17 | 25-13 | 25-18 |       |       | 75–0  | 75-48     |

### Classificação do 5º ao 8º lugares
Resultados
| Data   | Hora  |         | Placar |             | Set 1 | Set 2 | Set 3 | Set 4 | Set 5 | Total | Relatório |
| ------ | ----- | ------- | ------ | ----------- | ----- | ----- | ----- | ----- | ----- | ----- | --------- |
| 10 jul | 12:00 | Chéquia | 2–3    | ' Alemanha' | 25-23 | 25-20 | 18-25 | 13-25 | 19-21 | 100–0 | 100-114   |
| 10 jul | 14:30 | Canadá  | 1–3    | ' Brasil'   | 25-19 | 17-25 | 23-25 | 19-25 |       | 84–0  | 84-94     |

### Semifinais
Resultados
| Data   | Hora  |           | Placar |           | Set 1 | Set 2 | Set 3 | Set 4 | Set 5 | Total | Relatório |
| ------ | ----- | --------- | ------ | --------- | ----- | ----- | ----- | ----- | ----- | ----- | --------- |
| 10 jul | 17:30 | 'Rússia ' | 3–1    | Japão     | 21-25 | 26-24 | 25-19 | 25-21 |       | 97–0  | 97-89     |
| 10 jul | 20:00 | Hungria   | 0–3    | ' Itália' | 15-25 | 16-25 | 16-25 |       |       | 47–0  | 47-75     |

### Décimo quinto lugar
Resultado
| Data   | Hora  |              | Placar |        | Set 1 | Set 2 | Set 3 | Set 4 | Set 5 | Total | Relatório |
| ------ | ----- | ------------ | ------ | ------ | ----- | ----- | ----- | ----- | ----- | ----- | --------- |
| 11 jul | 12:00 | 'Tailândia ' | 3–0    | México | 25-22 | 25-18 | 25-22 |       |       | 75–0  | 75-62     |

### Décimo terceiro lugar
Resultado
| Data   | Hora  |         | Placar |          | Set 1 | Set 2 | Set 3 | Set 4 | Set 5 | Total | Relatório |
| ------ | ----- | ------- | ------ | -------- | ----- | ----- | ----- | ----- | ----- | ----- | --------- |
| 11 jul | 14:30 | Ucrânia | 0–3    | ' China' | 22-25 | 22-25 | 18-25 |       |       | 62–0  | 62-75     |

### Décimo primeiro lugar
Resultado
| Data   | Hora  |              | Placar |              | Set 1 | Set 2 | Set 3 | Set 4 | Set 5 | Total | Relatório |
| ------ | ----- | ------------ | ------ | ------------ | ----- | ----- | ----- | ----- | ----- | ----- | --------- |
| 11 jul | 17:30 | 'Argentina ' | 3–1    | Taipé Chinês | 19-25 | 25-15 | 25-21 | 25-20 |       | 94–0  | 94-81     |

### Nono lugar
Resultado
| Data   | Hora  |                   | Placar |       | Set 1 | Set 2 | Set 3 | Set 4 | Set 5 | Total | Relatório |
| ------ | ----- | ----------------- | ------ | ----- | ----- | ----- | ----- | ----- | ----- | ----- | --------- |
| 11 jul | 17:30 | 'Estados Unidos ' | 3–0    | Suíça | 25-21 | 25-20 | 25-9  |       |       | 75–0  | 75-50     |

### Sétimo lugar
Resultado
| Data   | Hora  |            | Placar |        | Set 1 | Set 2 | Set 3 | Set 4 | Set 5 | Total | Relatório |
| ------ | ----- | ---------- | ------ | ------ | ----- | ----- | ----- | ----- | ----- | ----- | --------- |
| 11 jul | 12:00 | 'Chéquia ' | 3–0    | Canadá | 25-16 | 25-16 | 25-16 |       |       | 75–0  | 75-48     |

### Quinto lugar
Resultado
| Data   | Hora  |             | Placar |        | Set 1 | Set 2 | Set 3 | Set 4 | Set 5 | Total | Relatório |
| ------ | ----- | ----------- | ------ | ------ | ----- | ----- | ----- | ----- | ----- | ----- | --------- |
| 11 jul | 14:30 | 'Alemanha ' | 3–1    | Brasil | 25-20 | 20-25 | 25-21 | 25-9  |       | 95–0  | 95-75     |

### Terceiro lugar
Resultado
| Data   | Hora  |          | Placar |         | Set 1 | Set 2 | Set 3 | Set 4 | Set 5 | Total | Relatório |
| ------ | ----- | -------- | ------ | ------- | ----- | ----- | ----- | ----- | ----- | ----- | --------- |
| 12 jul | 17:30 | 'Japão ' | 3–2    | Hungria | 25-19 | 25-20 | 20-25 | 18-25 | 15-10 | 103–0 | 103-99    |

### Final
Resultado
| Data   | Hora  |           | Placar |        | Set 1 | Set 2 | Set 3 | Set 4 | Set 5 | Total | Relatório |
| ------ | ----- | --------- | ------ | ------ | ----- | ----- | ----- | ----- | ----- | ----- | --------- |
| 12 jul | 20:30 | 'Rússia ' | 3–1    | Itália | 25-21 | 15-25 | 26-24 | 25-18 |       | 91–0  | 91-88     |